# Žipov
Žipov est un village de Slovaquie situé dans la région de Prešov.

## Géographie
Žipov est situé au Nord-est de la Slovaquie dans le District de Prešov, à 17 km par route de Prešov la métropole régionale.
Son territoire est fait de collines en grande partie déboisée et de vallons au travers desquels circulent des ruisseaux.
Le village a été construit le long du ruisseau principal canalisé circulant du Sud-est au Nord-ouest et de la route 546 seule route d'accès qui passe en son centre.
Le bâti est dans l'ensemble ancien, avec plusieurs bâtiments ruinés. À la sortie du village en direction de Prešov, quelques nouvelles maisons sont en construction.

## Histoire

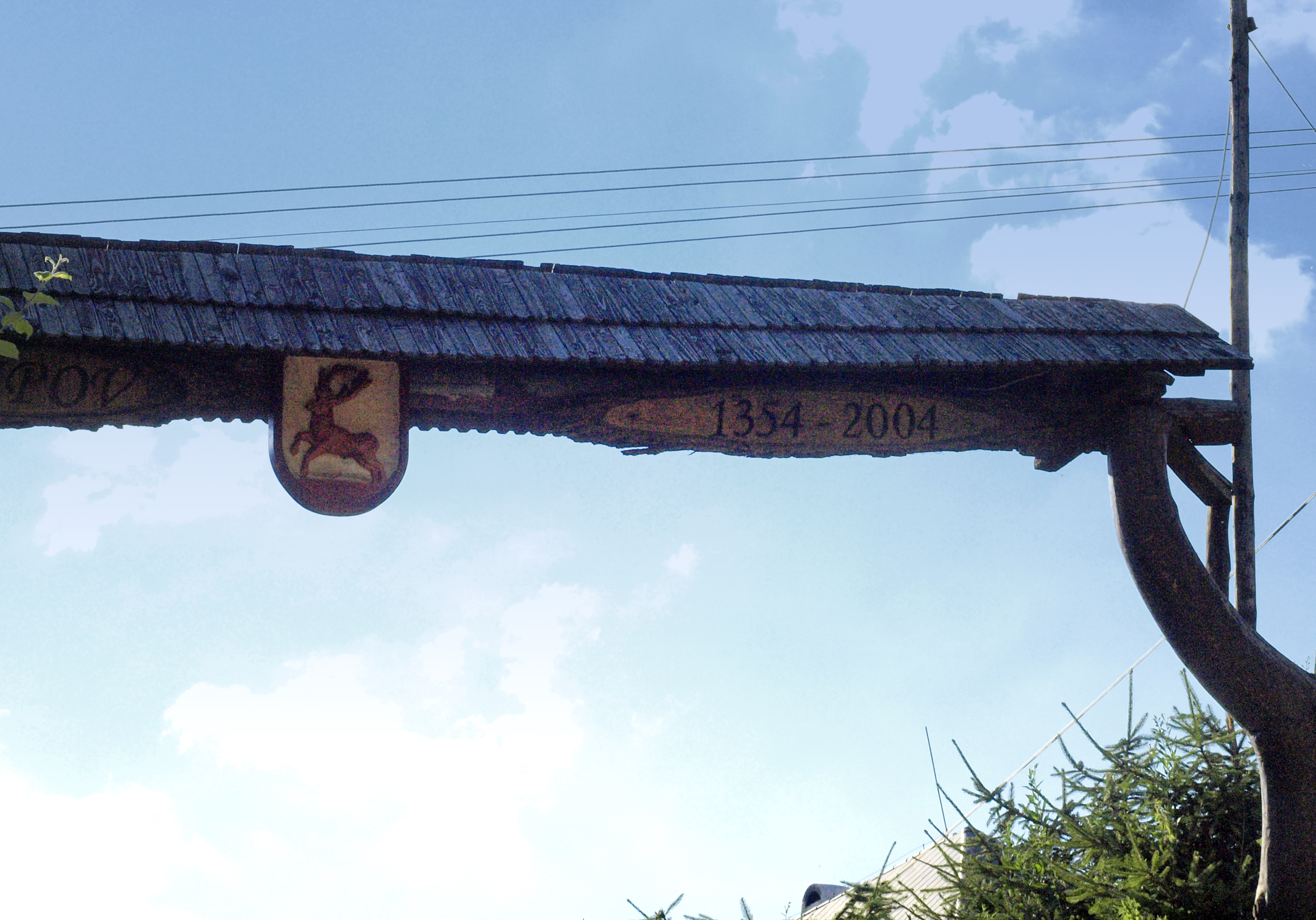
Portique à l'entrée de l'ancien manoir

Première mention écrite du village en 1354.
Selon l'ouvrage cité et l'arbre généalogique de la famille Bajoriovcov y figurant, le premier seigneur local est Peter z Bajerova né en 1322.

## Démographie

### Évolution de la population
| Année:               | 1994. | 2004.   | 2014.    | 2024.   |
| -------------------- | ----- | ------- | -------- | ------- |
| Nombre de personnes: | 261   | 249     | 293      | 287     |
| Différence:          |       | -4,59 % | +17,67 % | -2,04 % |

| Année:               | 2023. | 2024.   |
| -------------------- | ----- | ------- |
| Nombre de personnes: | 289   | 287     |
| Différence:          |       | -0,69 % |

## Lieux et monuments
- L'ancien manoir. Il abrite aujourd'hui le bureau municipal. Son annexe en partie ruinée est en vente. Le programme Interreg III A Polska 2004 - 2006 prévoyait des fonds de l'UE pour la restauration.
- L'église Sainte Anne (kostol Sv Anny) gréco-catholique.

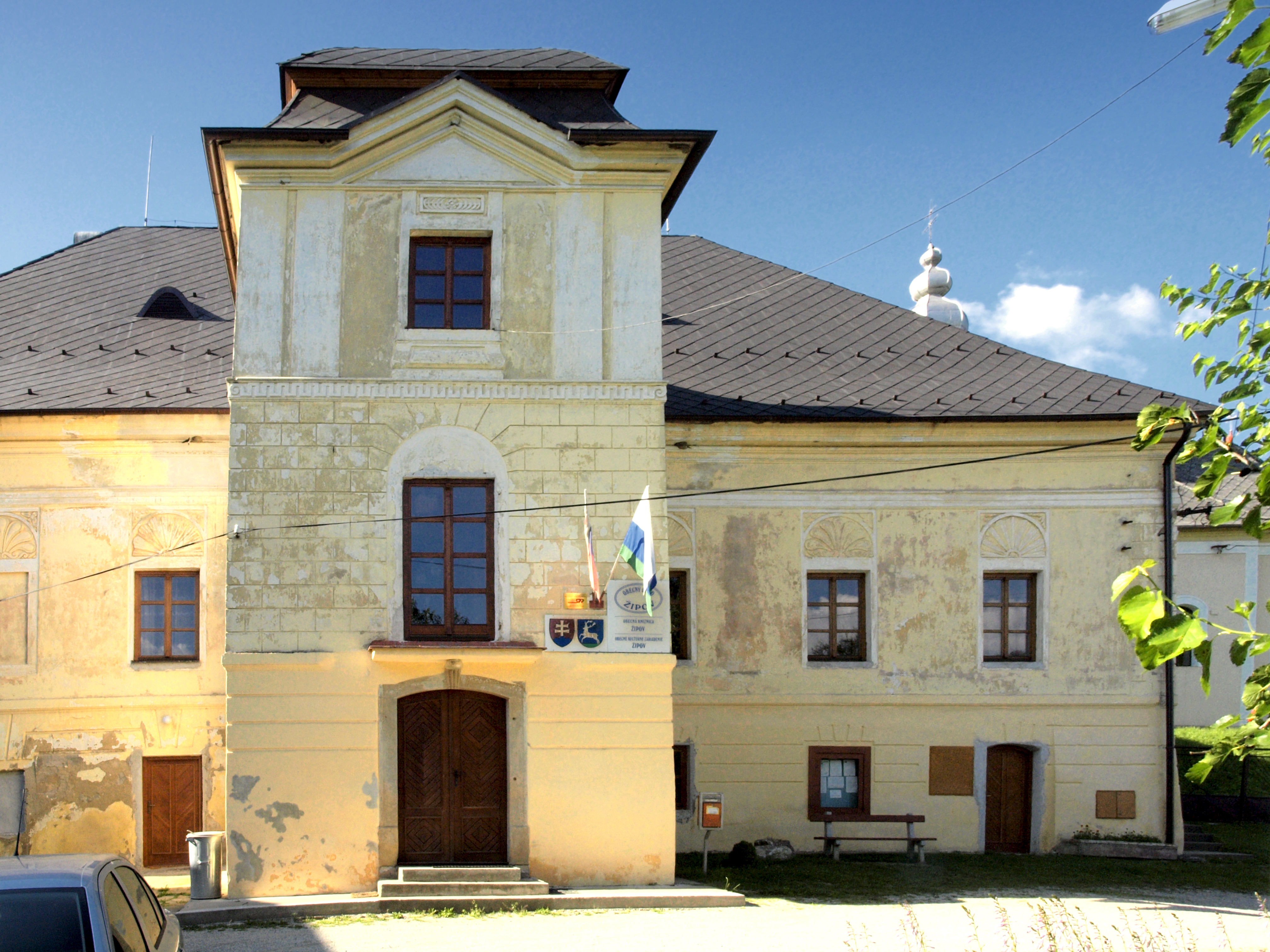
L'ancien manoir
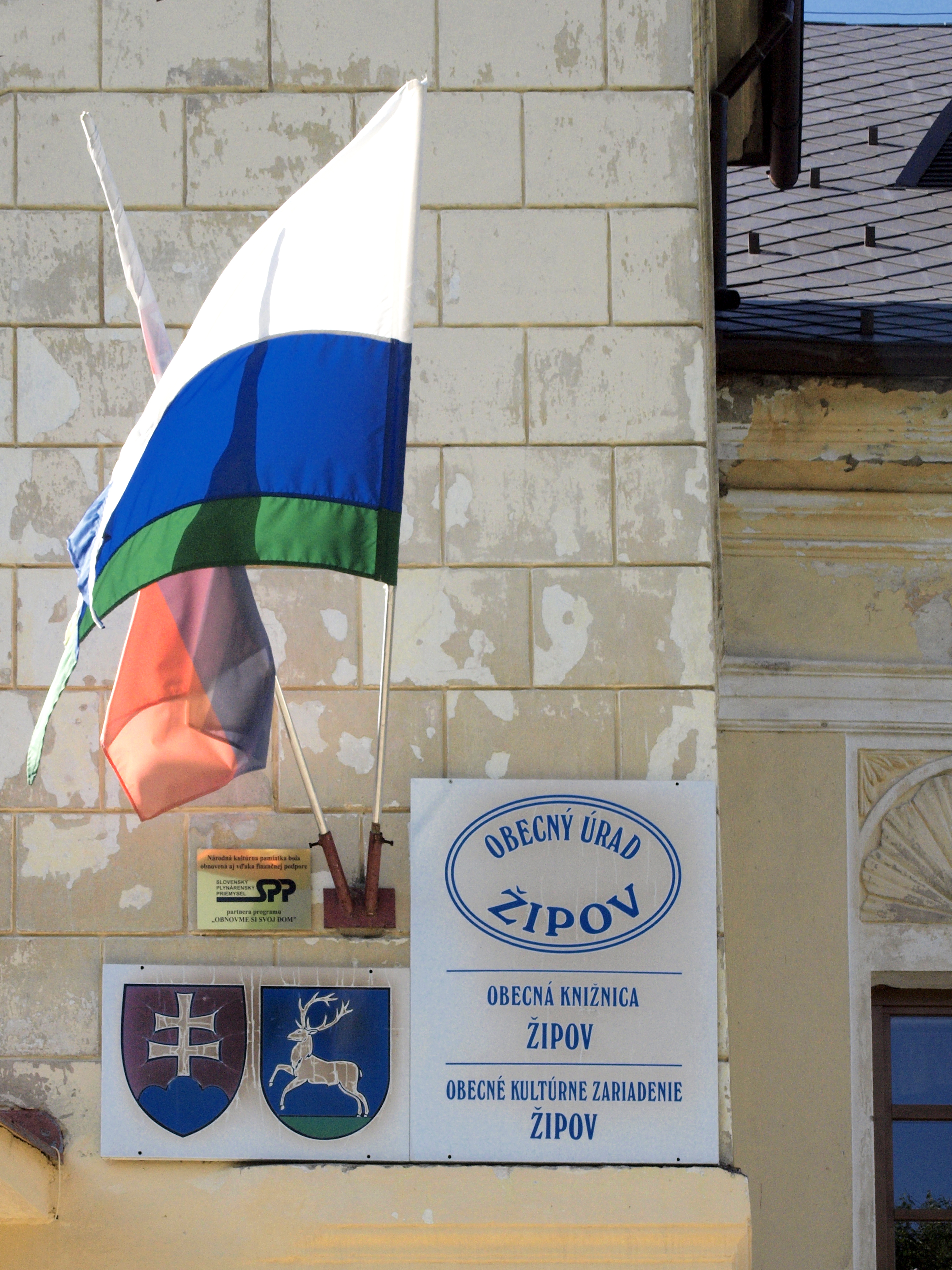
Enseigne du Bureau communal
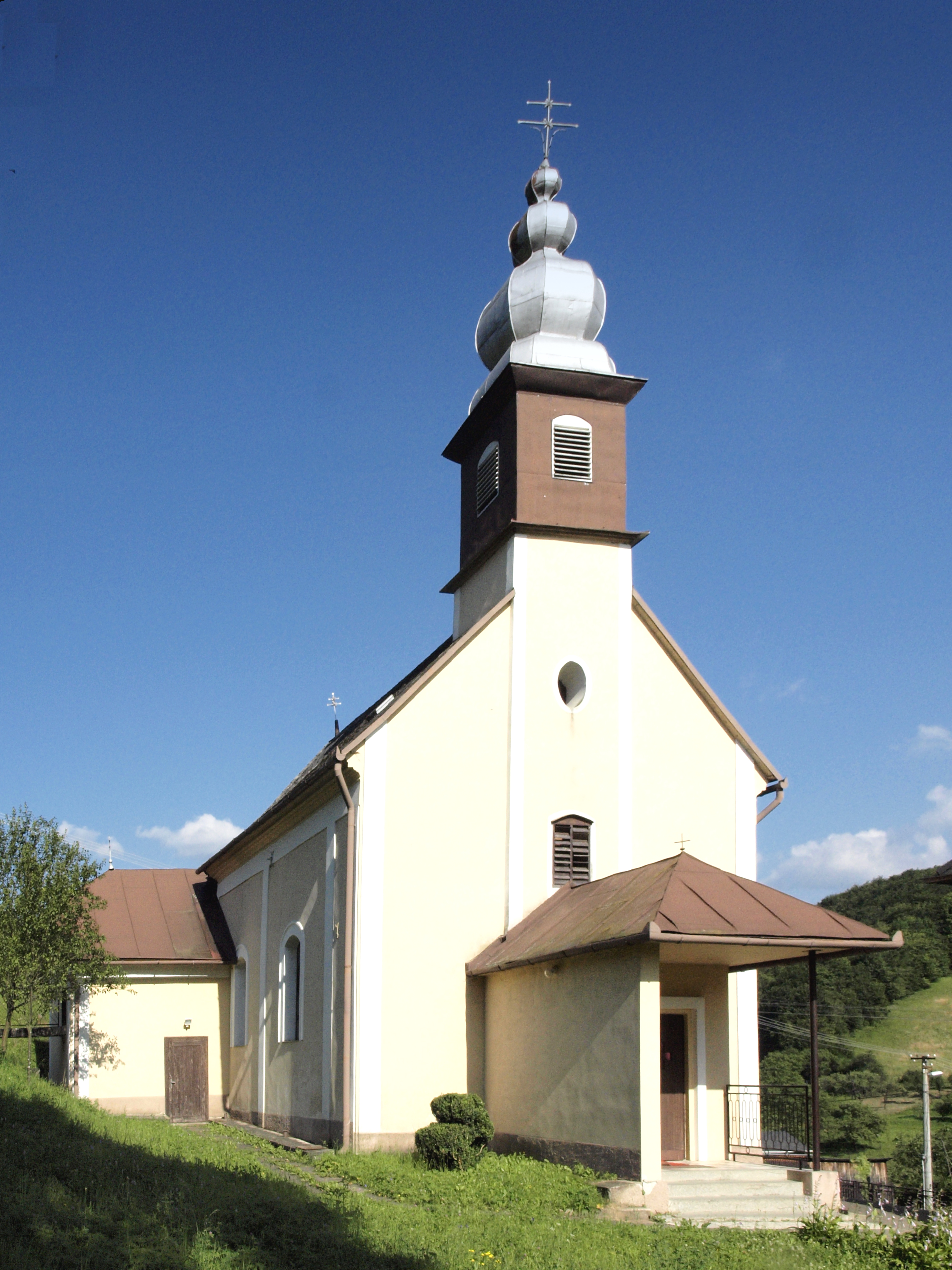
L'église Sainte-Anne
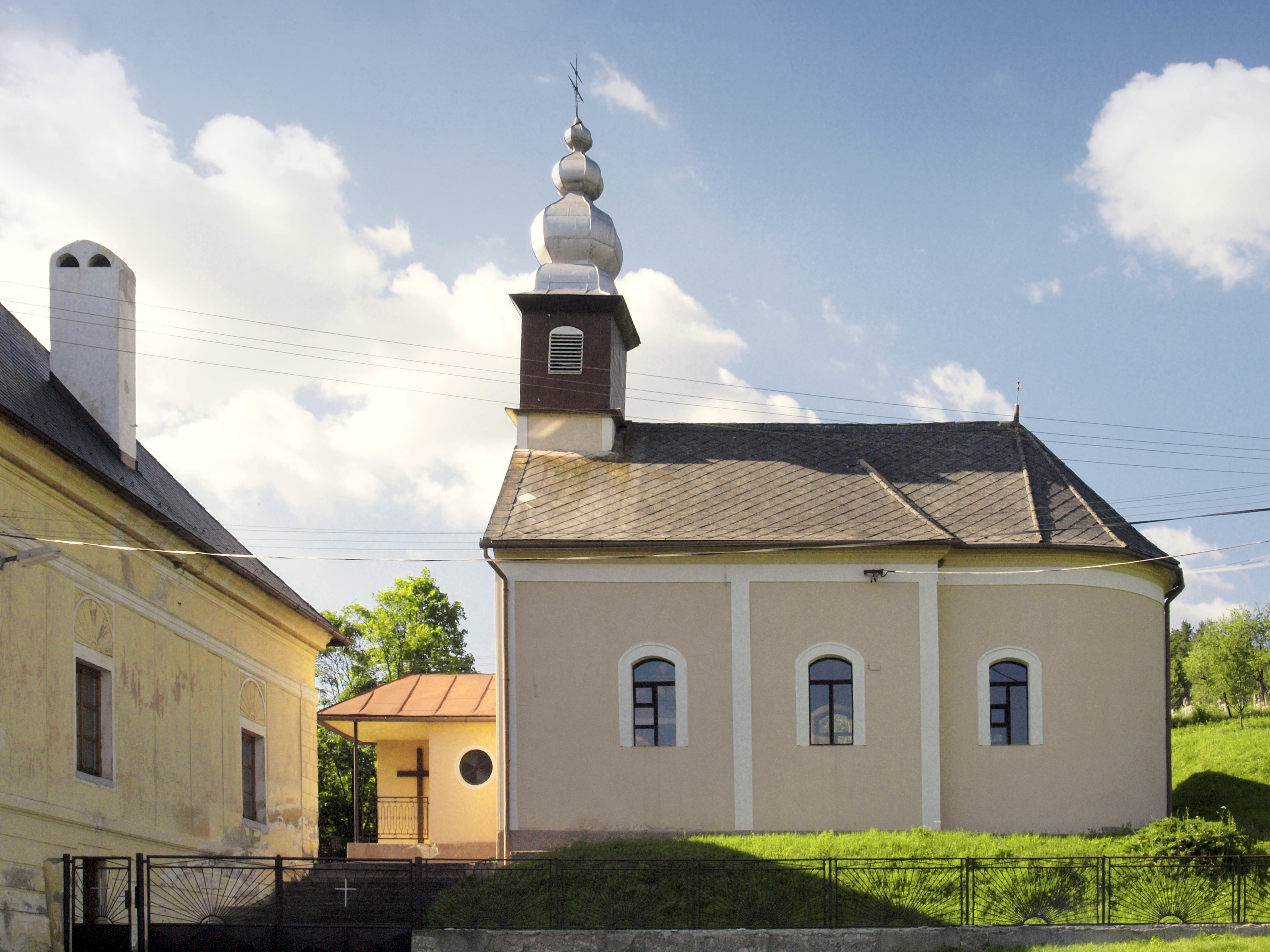
L'église Sainte-Anne